# Weeze
 (janvier 2024).
Si vous disposez d'ouvrages ou d'articles de référence ou si vous connaissez des sites web de qualité traitant du thème abordé ici, merci de compléter l'article en donnant les références utiles à sa vérifiabilité et en les liant à la section « Notes et références ».

Weeze est une commune de Rhénanie-du-Nord-Westphalie (Allemagne), située dans l'arrondissement de Clèves, dans le district de Düsseldorf.
Elle possède un aéroport sur lequel la compagnie Ryanair effectue ses liaisons à destination de Düsseldorf.

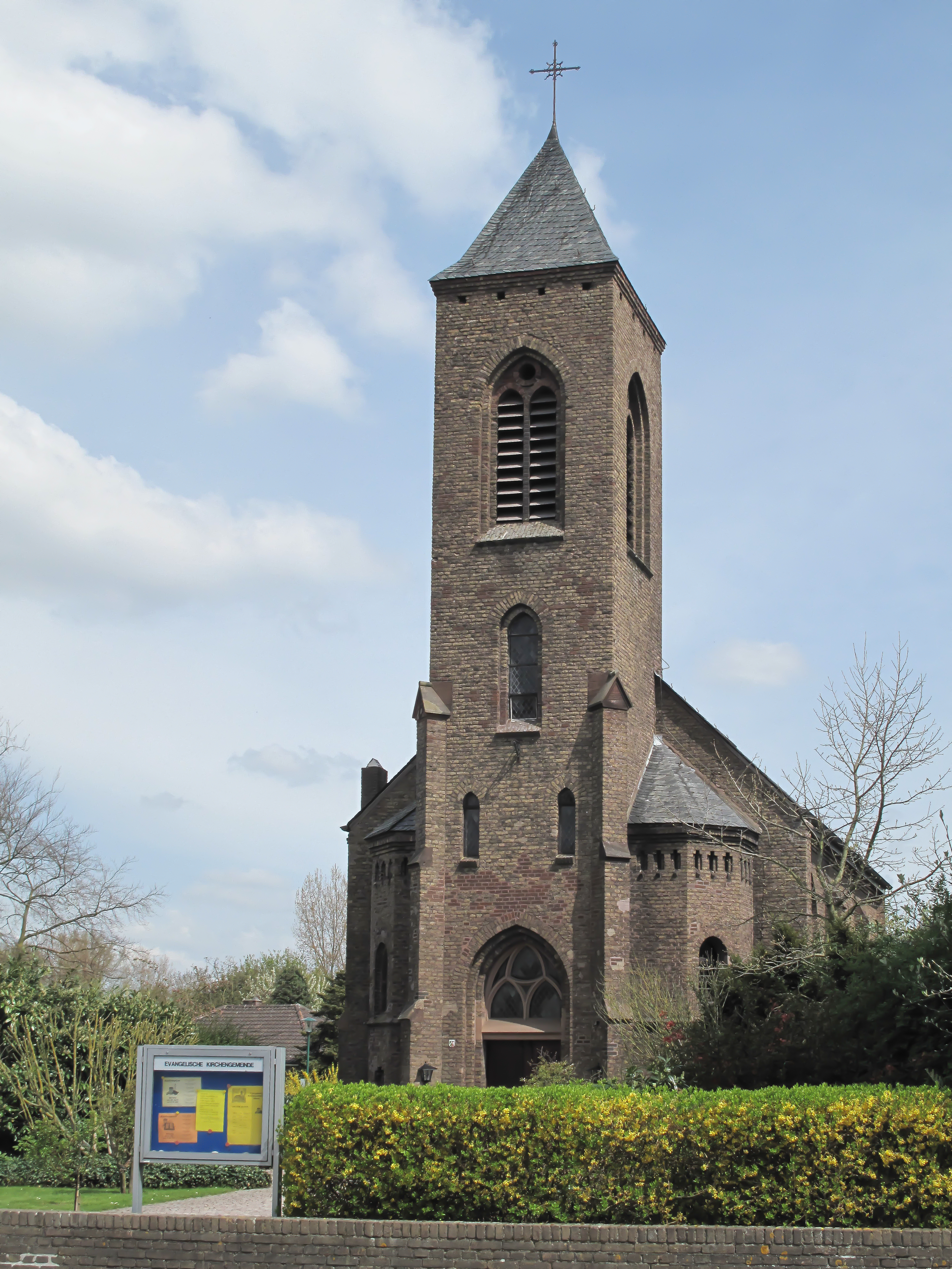
Église protestante.

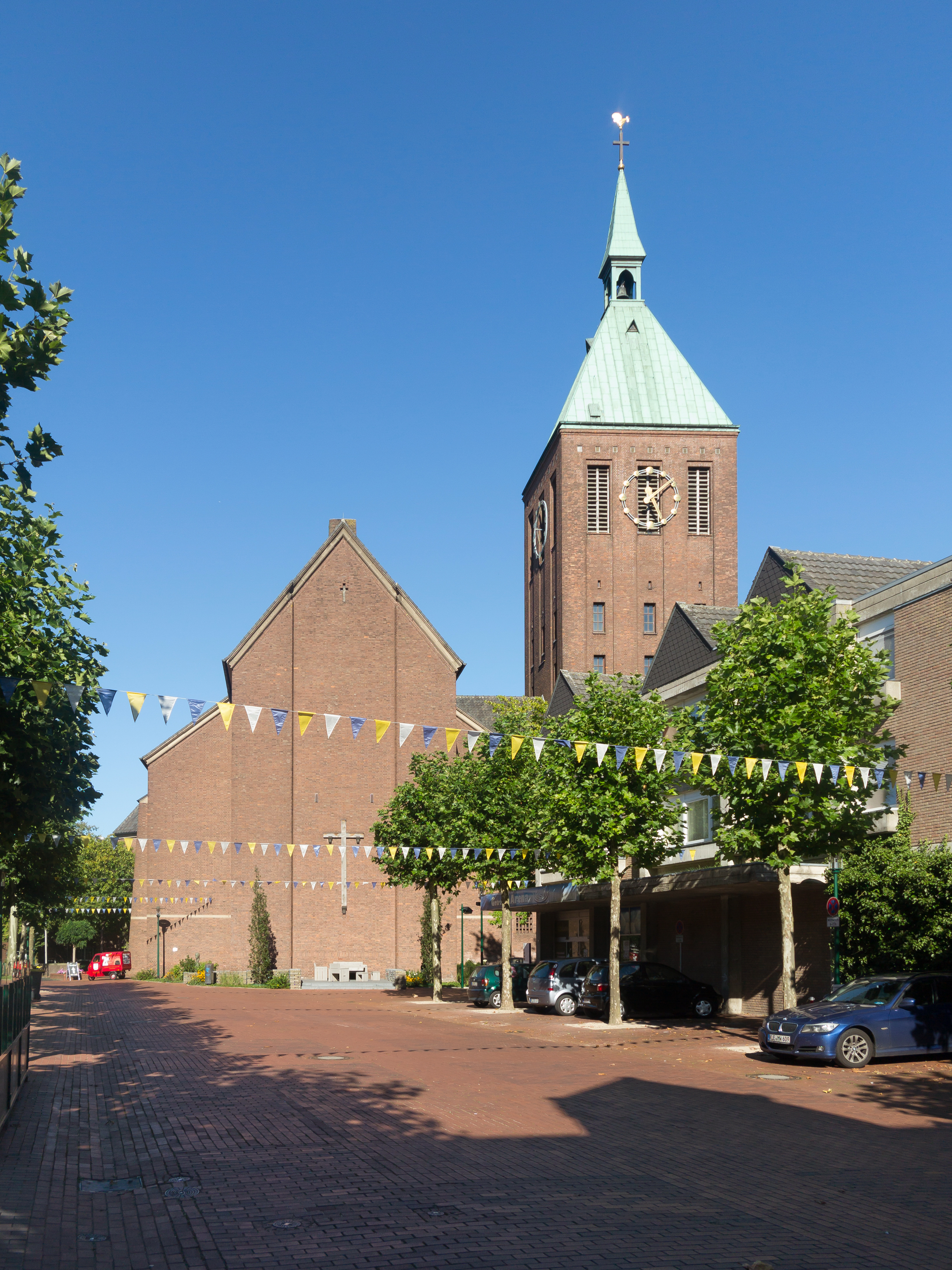
Église catholique.